# Comunidad Australia
Comunidad Australia ist eine Ortschaft im Departamento Beni im südamerikanischen Anden-Staat Bolivien.

## Lage im Nahraum
Comunidad Australia ist eine Ortschaft im Municipio Santa Rosa in der Provinz Ballivián. Der Ort liegt auf einer Höhe von 160 m im Quellbereich des Arroyo Aurora, der wenige Kilometer südöstlich der Ortschaft in den Arroyo San Antonio mündet und von dort in den Río Benicito fließt. Östlich des Río Yata in einer Entfernung von 60 bis 100 Kilometern findet sich eine Reihe von Seen, deren größter der Rojo Aguado ist.

## Geographie
Comunidad Australia liegt im bolivianischen Teil des Amazonasbeckens in der Schwemmlandebene zwischen dem Río Beni und dem Río Yata in einem ganzjährig humiden Klima.
Die Jahresdurchschnittstemperatur der Region liegt bei 26 °C (siehe Klimadiagramm Rurrenabaque) und schwankt nur unwesentlich zwischen 23 °C im Juni und Juli und gut 27 °C von Oktober bis Dezember. Der Jahresniederschlag beträgt knapp 2000 mm, mit einer ausgeprägten Regenzeit von Dezember bis März mit 200 bis 300 mm Monatsniederschlag und niedrigsten Monatswerten knapp unter 100 mm von Juli bis September.

## Verkehrsnetz
Südöstlich von Comunidad Australia und 648 Straßenkilometer entfernt liegt Trinidad, die Hauptstadt des Departamentos.
Von Trinidad aus führt die weitgehend unbefestigte Nationalstraße Ruta 3 in südwestlicher Richtung über San Ignacio de Moxos und San Borja nach Yucumo. Von dort aus führt die Ruta 8 über 99 Kilometer nach Nordwesten bis Rurrenabaque, von dort weiter in nordöstlicher Richtung noch einmal 97 Kilometer über Reyes nach Santa Rosa de Yacuma. Von dort sind es 84 Kilometer in nordöstlicher Richtung bis zum Río Yata, den sie auf einer neu gebauten Brücke bei Santa Teresa del Yata überquert, und noch einmal 58 Kilometer bis Comunidad Australia.
In ihrer Verlängerung erreicht die Straße nach weiteren 357 Kilometern im nordöstlichen Landesteil die Stadt Guayaramerín am Río Mamoré an der Grenze zu Brasilien.

## Bevölkerung
Die Einwohnerzahl der Ortschaft ist in den vergangenen beiden Jahrzehnten starken Schwankungen unterlegen gewesen:
| Jahr | Einwohner | Quelle       |
| ---- | --------- | ------------ |
| 1992 | 426       | Volkszählung |
| 2001 | 281       | Volkszählung |
| 2012 | 373       | Volkszählung |
| 2024 |           | Volkszählung |